# Campanilla de puerta

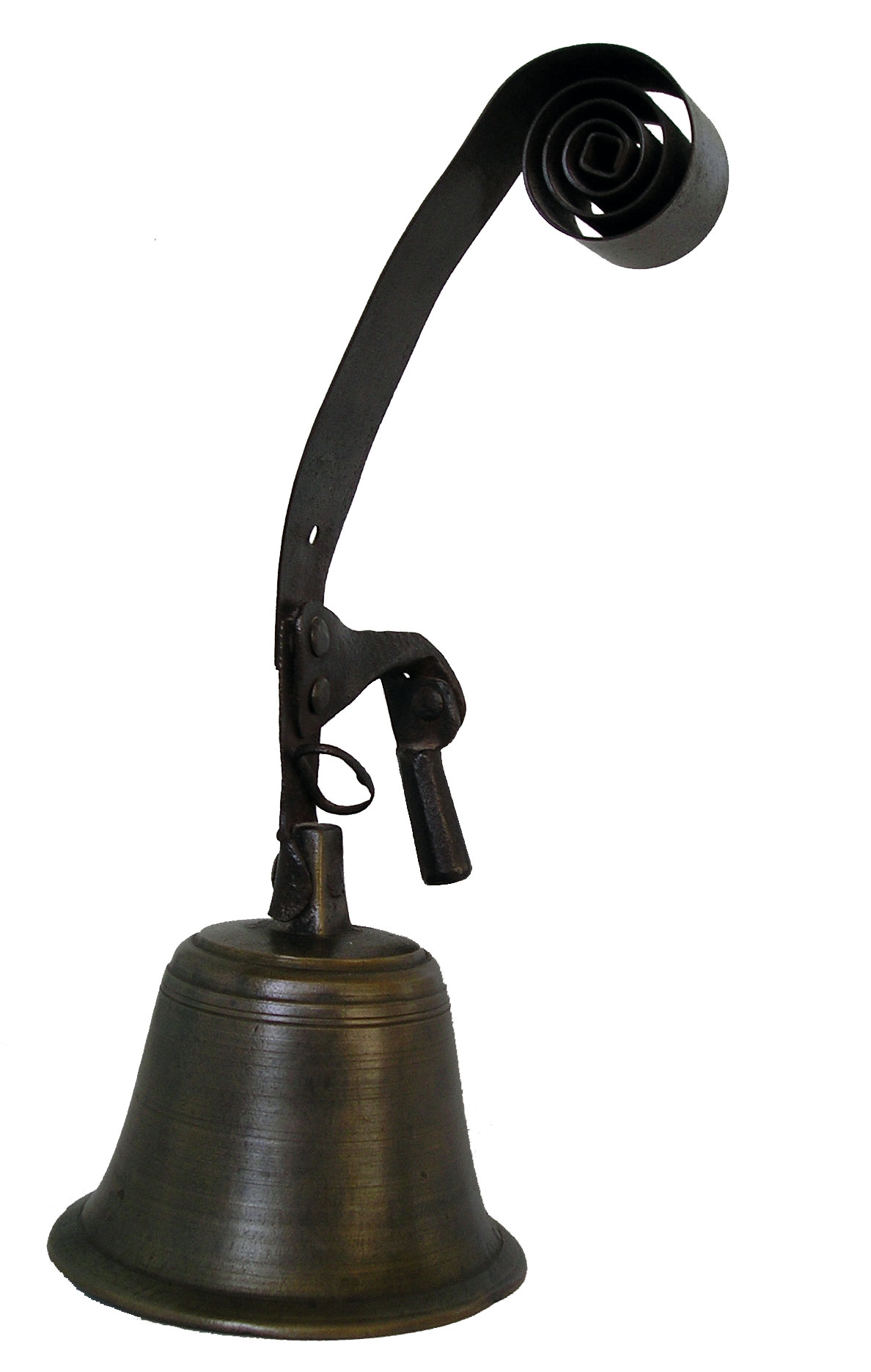
Antigua campanilla de puerta

Un campanilla de puerta es un dispositivo de señalización que normalmente se instala en o cerca de la puerta de entrada de una casa o edificio. A la llegada de un visitante, éste tiraba de una cadena o cordel haciendo que sonase la campanilla en el interior del edificio, alertando al ocupante de su presencia. 
Aunque los primeras campanillas de puerta eran totalmente mecánicas, y se activaban tirando de una cuerda, con la llegada de la electricidad fueron sustituidas por timbres eléctricos, que se accionan ejerciendo una leve presión sobre un  botón pulsador. Las últimas campanillas de puerta más modernas son inalámbricas.

## Historia

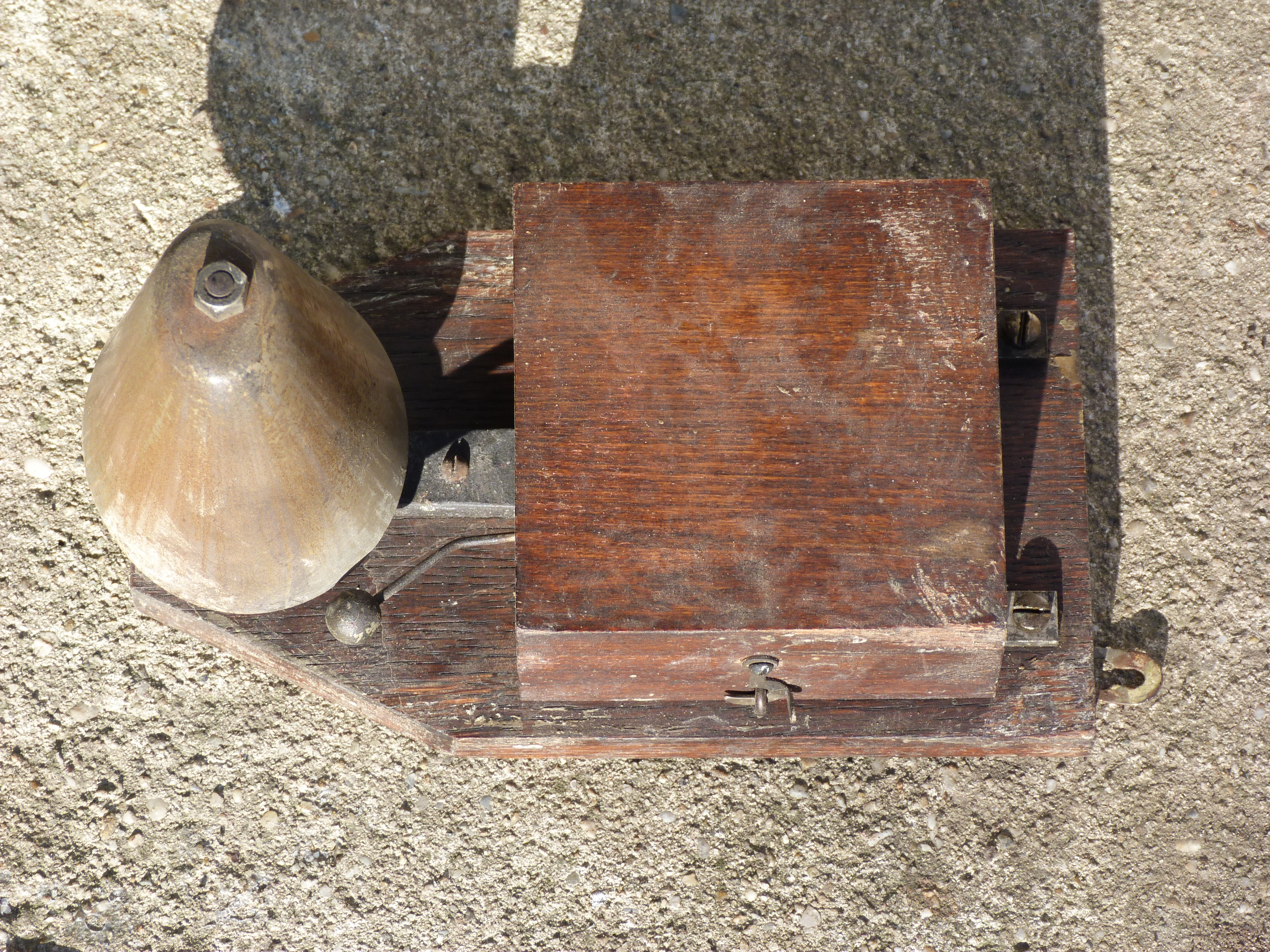
Timbre-1884, Andrássy Avenue

William Murdoch, un inventor escocés, instaló varias de sus propias invenciones en su casa, construida en Birmingham en 1817; una de ellas era un timbre en alta sonoridad, que funcionaba mediante un sistema de tuberías de aire comprimido
Un precursor del timbre eléctrico, específicamente una campana que podría sonar a una distancia a través de un cable eléctrico, fue inventado por Joseph Henry alrededor de 1831. En el año 1900, los timbres eléctricos se habían convertido en algo de uso común.

## Sistemas de campanillas mecánicas

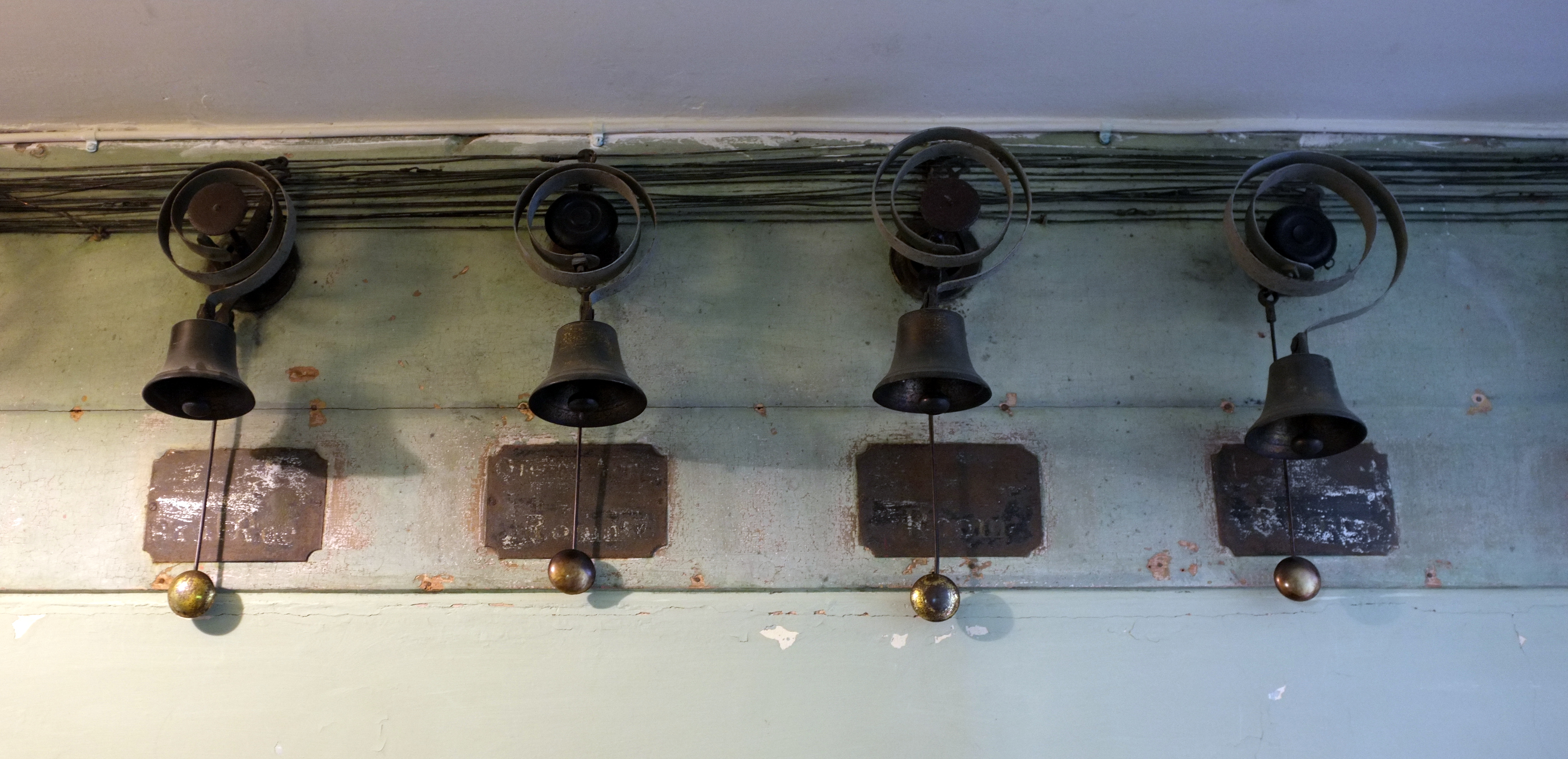
Timbres de Personal en recepción

Las grandes casas y fincas (o los hoteles) a menudo tenían complicados sistemas mecánicos para permitir que los ocupantes de cualquier habitación pudieran tirar de una campanilla de aviso haciéndola sonar en un panel de campanillas central en los cuartos de personal o en la recepción.